# İbrahim Əzizov

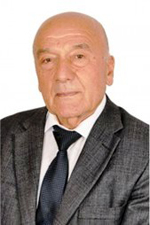
İbrahim Əzizov, 2017

İbrahim Vahab oğlu Əzizov (russisch: Ибрагим Вагаб оглы Азизов, englische Transkription Ibrahim Vahab oglu Azizov; * 5. August 1947 in Qarqay, Rayon Zaqatala, AsSSR, UdSSR) ist ein aserbaidschanischer Biologe.

## Leben und Leistungen
Nach dem Besuch des Landwirtschaftstechnikums in Zaqatala begann Əzizov Biologie an der Staatlichen Universität Aserbaidschans zu studieren. Im Jahr 1971 lehrte er Biologie und Chemie an den Sekundarschulen in Qandax und Mosul des Rayons Zaqatala, wechselte aber im darauffolgenden Jahr an das Institut für Botanik der Akademie der Wissenschaften AsSSR und forschte dort in der Abteilung für Biochemie und Pflanzenphysiologie unter Cəlal Əliyev über die photochemische Aktivität von Chloroplasten in der Ontogenese verschiedener Weizensorten. 1978 wurde unter der Leitung von Cəlal Əliyev ein Labor für Photosynthese-Physiologie am Institut für Botanik errichtet, dessen erster Mitarbeiter İbrahim Əzizov; 1987 wurde Əzizov Leiter des neu geschaffenen Laboras für Photochemie der Chloroplasten. Seit 2014 gehört das Labor und Əzizov zum Institut für Molekularbiologie und Biotechnologie. Er unterrichtet seit 1982 Pflanzenphysiologie und Biochemie an der Staatlichen Universität Baku.
1981 verteidigte er seine Dissertation in der Fachrichtung Pflanzenphysiologie über die Kapazität der Photosynthese von Chloroplasten in der Ontogenese verschiedener Weizensorten. 1994 erhielt er den Grad eines Doktors der biologischen Wissenschaften über das Thema der Aktivität photochemischer Reaktionen in Chloroplasten. Sein Forschungsschwerpunkt bildet die Physiologie der Photosynthese und die Untersuchung der Auswirkungen ungünstiger Umweltfaktoren wie Hochtemperatur, Trockenheit und Salzgehalt auf Chloroplasten auf die Produktivität verschiedener Weizengenotypen.
Im Jahr 2001 wurde Əzizov zum korrespondierenden Mitglied der Nationalen Akademie der Wissenschaften Aserbaidschans gewählt und erhielt am 14. Dezember 2005 vom Präsidenten der Republik den Şöhrət-Orden verliehen.

## Werke (Auswahl)
- Hasan Bigonah Hamlabad, Ibrahim Azizov, Hamlet Sadiqov, Zeynal Akparov, Mostafa Valizadeh, Hossein Shahbazi: Investigation of Antioxidant System Activity in Durum Wheat under Drought Tolerance. In: Advances in Environmental Biology. Volume 5, Issue 8, 2011, S. 2071–2076 (englisch, researchgate.net [PDF; 56 kB; abgerufen am 13. Mai 2018]).
- Ibrahim Azizov, Mayaxanum Khanisheva, Ulker Ibrahimova: Effect of Salinity on Chlorophill Content and Activity of Photosystems of Wheat Genotypes. In: Kuang Ting-Yun, Lu Cong-Ming, Zhang Li-Xin (Hrsg.): Photosynthesis Research for Food, Fuel and the Future. 15th International Conference on Photosynthesis. Springer, Heidelberg 2013, ISBN 978-3-642-32033-0, S. 548–551 (englisch).
- Amir Gharib-Eshghi, Javad Mozafari, Ibrahim Azizov: Genetic Diversity among Sesame Genotypes under Drought Stress Condition by Drought Implementation. In: Agricultural Communications. Vol. 4, No. 2, 2016, S. 1–6 (englisch, agricommun.com [PDF; 314 kB; abgerufen am 13. Mai 2018]).
- F. I. Gasimova, I. V. Azizov: Influence of Chloride Salinity on Germination, Water Relation Parameters and Chlorophyll Content of Wheat Genotypes. In: International Journal of Current Research. Volume 8, Issue 2, 2016, S. 25975–25978 (englisch, journalcra.com [PDF; 231 kB; abgerufen am 13. Mai 2018]).
- Ibrahim Azizov, Elshan Shamilov, Asim Abdullayev, Zohra Muslimova, Gunel Mamedli, Gulnar Gasimova: Influence of a Modified Plant Extract on Activity of Antioxidant Enzymes and Concentration of Pigments in Gamma-Irradiated Plants of Maize and Wheat. In: Proceedings of the Latvian Academy of Sciences. Section B. Natural, Exact, and Applied Sciences. Volume 72, Issue 1, 2018, S. 38–42, doi:10.1515/prolas-2018-0003 (englisch).